# Museu de Capodimonte
O Museu de Capodimonte (Museo di Capodimonte) é um museu de Nápoles instalado num antigo palácio da Casa de Bourbon. Antigamente era a residência de verão dos reis do Reino das Duas Sicílias e hoje abriga uma galeria e um museu de arte.  

## História
Foi construído a pedido de Carlos VII, rei de Nápoles e da Sicília (mais tarde Carlos III de Espanha) e projetado por Giovanni Antonio Medrano, que foi o arquiteto da Ópera de Nápoles e do Teatro di San Carlo. O objetivo era abrigar a fabulosa coleção de arte da Família Farnese (com obras de arte romanas), que ele tinha herdado da mãe, Elisabetta Farnese, última descendente da família ducal de Parma. 
O primeiro e segundo andares abrigam a Galleria Nazionale, com pinturas dos séculos XIII até XVIII, incluindo obras de Simone Martini, Rafael, Ticiano, Caravaggio, El Greco, José de Ribera e Luca Giordano, entre outros. Os aposentos reais são decorados com móveis e porcelana antiga. A fábrica de porcelana de Capodimonte era localizada adjacente ao palácio e foi criada pelo Rei Carlos. 

## As obras principais
Entre as principais obras expostas no Museu de Capodimonte encontram-se:
- Pieter Brueghel, o Velho
  - A Parábola dos Cegos (1568)
- Tiziano
  - Paulo III e os netos Alessandro e Ottavio Farnese (1546)
- Tommaso Masaccio
  - Crucificação (1426)
- Giovanni Bellini
  - Trasfiguração de Cristo (cerca de 1490)
- Sandro Botticelli
  - Nossa Senhora com o Menino e dois anjos  (1468–1469)
- Caravaggio
  - Flagelação de Cristo (1607 – 1608)
- Annibale Carracci
  - A escolha de Hércules (1596)
- Artemisia Gentileschi
  - Judite que decapita Holoferne (1612-1613)
  - São Januário no anfiteatro de Pozzuoli (1636-1637)
- Mestre do Anúncio aos pastores
  - Anúncio aos pastores (1630-1635)